# Vincetoxicum calcareum
Vincetoxicum calcareum är en oleanderväxtart som först beskrevs av Hiroyoshi Ohashi, och fick sitt nu gällande namn av S. Liede. Vincetoxicum calcareum ingår i släktet tulkörter, och familjen oleanderväxter. Inga underarter finns listade i Catalogue of Life.